# Videoclip

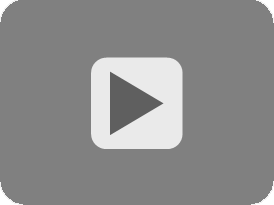
Ein Icon für eine Videodatei

Videoclips sind bis zu einigen Minuten lange Videos. 

## Allgemeines
Der Anglizismus enthält als Wortbestandteil englisch clip, was allgemein „Ausschnitt“ bedeutet. Damit kann ein Zeitungsausschnitt, Filmausschnitt oder eine Videosequenz, oft auch aus einem größeren Film, gemeint sein. Heute sind es jedoch oft eigenständige Werke. Der Begriff wird im Wesentlichen mit breitem Bedeutungsumfang zur Beschreibung kurzer Videos verwendet. Lange Zeit waren Musikvideos die gängigste Form von Videoclips, in vielen Kulturen werden die Begriffe synonym verwendet.

## Internet und Videokultur
Mit der globalen Verbreitung des Internets und dem Entstehen von kollaborativen Plattformen (siehe auch Web 2.0) zum nicht-kommerziellen Tauschen von Videos wurden Videoclips online sehr populär. Bereits Mitte 2006 waren mehrere Millionen Videoclips online verfügbar. Nicht zuletzt deswegen hat die Verbreitung von Amateur-Videos stark zugenommen. Auch Unternehmen und Medien nutzen zunehmend Videoclips auf ihren Websites. Die Tatsache, dass heutzutage nahezu jedes Smartphone Videos in mindestens Full-HD-Auflösung aufnehmen kann und Videoschnittsoftware wie z. B. Windows Movie Maker kostenlos verfügbar ist, erlaubt es jedem Amateur, Videomaterial zu erstellen und hochzuladen. Bereits 2015 wurden pro Minute 400 Stunden Video-Content hochgeladen, wobei 70 % des hochgeladenen Materials mit Mobilgeräten erstellt wurde.

## Clip-Kultur
Die große Beliebtheit von Videoclips und ihre große Verbreitung führten zu einer neuen Art von Videoclip-Kultur. Viele Videoportale bieten Oberflächen zum nicht-kommerziellen Hochladen und „Teilen“ von Videos.
Durch die große Anzahl an Nutzern entstehen „Phänomene“, wie es beim „plötzlichen“ Erfolg einer Teilnehmerin am britischen Wettbewerb Britain’s Got Talent, Susan Boyle, war. Ihr Beitrag auf YouTube begründete ihre weltweite Bekanntheit, sie erhielt daraufhin ein Interview auf CNN, obwohl sie schließlich den Wettbewerb nicht gewann.
Amateure verwenden Videos auf öffentlichen Plattformen zunehmend als Medium der Kritik an Produkten und Unternehmen. In einem Fall machte ein Kunde zuerst in einem Fahrradforum darauf aufmerksam, dass das von ihm gekaufte Kryptonite-Fahrradschloss mit einem Stift einfach zu öffnen ist. Der Hersteller reagierte nicht, weshalb der Kunde ein Video über das Problem auf YouTube postete, das in zehn Tagen 6,7 Millionen User erreichte. Der Imageschaden und der wirtschaftliche Schaden (kolportiert sind 10 Millionen US-$) für den Hersteller Kryptonite waren enorm.